# Crisi olandese-venezuelana del 1908
La crisi olandese-venezuelana del 1908 fu una disputa sorta tra i Paesi Bassi ed il Venezuela dopo che il presidente venezuelano, Cipriano Castro aveva tagliato i rapporti commerciali con l'isola olandese di Curaçao con la scusa che essa era divenuta un porto sicuro per i suoi oppositori politici.
Il Venezuela espulse l'ambasciatore olandese, spingendo gli olandesi a mandare sul posto tre navi da guerra: la Jacob van Heemskerck, la Gelderland e la Friesland. Le navi da guerra olandesi ebbero l'ordine di intercettare ogni nave che battesse bandiera venezuelana. Il 12 dicembre, la Gelderland catturò la nave Alejo della guardia costiera venezuelana al largo di Puerto Cabello. Assieme all'altra nave catturata, la 23 de Mayo, le navi vennero tenute ostaggio presso il porto di Willemstad. Con la loro superiorità navale, gli olandesi misero in atto un blocco navale ai porti del Venezuela.
Alcuni giorni dopo, il presidente Castro lasciò il paese alla volta di Berlino, formalmente per un'operazione chirurgica. In sua assenza, il vicepresidente Juan Vicente Gómez prese il potere a Caracas, ed il 19 dicembre 1908, lo stesso Gómez venne de facto installato quale nuovo presidente del Venezuela, ponendo fine alla guerra coi Paesi Bassi.